# Ceremoniële tenue van de Marechaussee

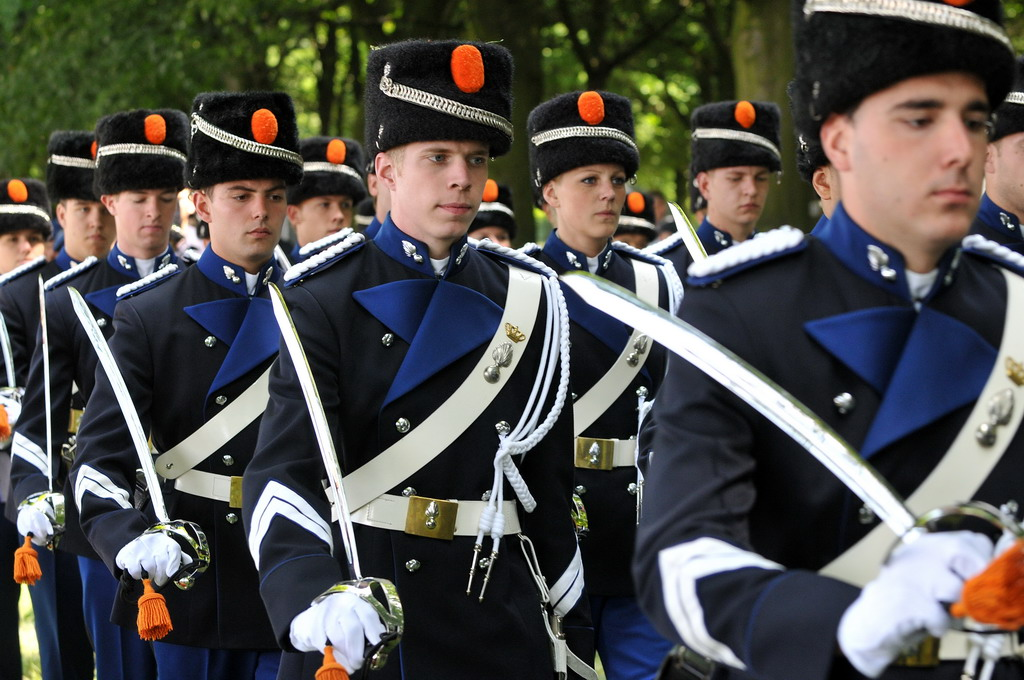
Marechaussees in ceremonieel tenue op Veteranendag (2010)

Het ceremoniële tenue van de Koninklijke Marechaussee is het uniform dat de leden van de Koninklijke Marechaussee dragen bij officiële gelegenheden. Hierin is de traditie van het wapen verwerkt. 
Het ceremoniële tenue kent diverse verschijningen. De bewapening die behoort bij dit tenue is de sabel. Voor de manschappen en onderofficieren is dit de klewang "Sabel marechaussee M". Voor de officieren is dit de "wandelsabel M1912". Er worden drie verschillende sabelkwasten gebruikt. Het hoofddeksel is de berenmuts, oftewel kolbak, welke kenmerkend is voor bereden wapens. De kolbak bestaat uit de muts, oranje kokarde en ketting. Officieren zijn te herkennen aan de pluim en kolbakzak. Ook kenmerkend voor een bereden wapen is het dragen van de giberne. Als laatste kenmerk van een bereden wapen is het dragen van sporen op de schoenen van officieren.